# Batushka
Batushka (stilizirano kao Батюшка na ćiriliici) poljski je black metal-sastav koji je 2015. u Białystoku osnovao Krzysztof "Derph" Drabikowski. Tekstovi pjesama govore o pravoslavlju, a napisani su na staroslavenskom jeziku. Godine 2018. došlo je do spora između Krzysztofa Drabikowskog i drugog člana sastava, Bartłomieja Krysiuka, o vlasništvu nad imenom skupine te od tada postoje dvije različite inačice grupe; jednu predvodi Drabikowski, a drugu Krysiuk.

## Povijest sastava
Sastav je osnovan je u proljeće 2015., a u studenom iste godine objavljuje singl "Yekteniya VII". Toga prosinca u prosincu objavljuje debitantski album Litourgiya. Godine 2016. otišao je na turneju po Poljskoj s grupama Behemoth i Bölzer, a 2017. je nastupio na festivalima Wacken Open Air i Brutal Assault u Njemačkoj i Češkoj. Nakon raskola na dva sastava, Krysukov sastav potpisao je ugovor s diskografskom kućom Metal Blade Records i 2019. godine objavljuje album Hospodi, a Drabikowskijev iste godine nezavisno objavljuje album Panihida.

## Diskografija
Batushka
- Litourgiya (2015.)

Batushka Krzysztofa Drabikowskog
- Panihida (2019.)

Batushka Bartłomieja Krysiuka
- Hospodi (2019.)
- Raskol (2020.) (EP)
- Carju Niebiesnyj (2021.) (EP)

## Članovi benda
Batushka
- Христофор (Krzysztof Drabikowski) – gitara, bas-gitara, vokal (2015. – 2018.)
- Варфоломей (Bartłomiej Krysiuk) – vokal (2015. – 2018.)
- Мартин – bubnjevi (2015. – 2018.)

Batushka Krzysztofa Drabikowskog
- Христофор (Krzysztof Drabikowski) – svi instrumenti (2018. – danas)

Batushka Bartłomieja Krysiuka
- Paluch – bas-gitara (2018. – danas)
- Paweł Jaroszewicz – bubnjevi (2018. – danas)
- P. – gitara (2018. – danas)
- Варфоломей (Bartłomiej Krysiuk) – vokal (2018. – danas)
- Błażej Kasprzal – prateći vokal (2018. – danas)
- Jaca – prateći vokal (2018. – danas)